# Släpgrävmaskin

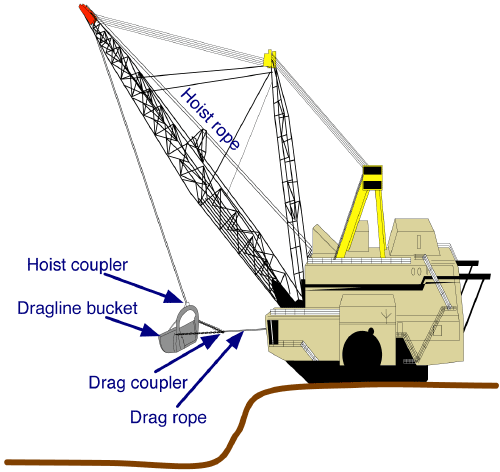
Släpgrävmaskin

Släpgrävmaskin är en typ av grävmaskin som används vid stora anläggningsarbeten och i dagbrott, främst kolgruvor. Vid anläggningsarbeten används vanligen mindre maskiner, medan de större maskinerna återfinns framför allt i kolgruvor, där de blottlägger kollagren, så att dessa kan brytas. Släpgrävmaskiner är bland de största mobila maskinerna på land och väger vanligen omkring 2 000 ton, men även exemplar på 13 000 ton har konstruerats (Big Muskie).
En släpgrävmaskin består av en stor skopa som hänger i hissvajern från en lång fackverksbom fäst på maskinen där föraren sitter. Skopan manöveras horisontellt med hjälp av dragvajern och vikten av skopan.

## Användning i Sverige
Mest framträdande är de fyra släpgrävmaskiner av typen Marion 7400 som Vattenfall köpte in i omgångar för att användas i de stora schaktningsarbetena som erfordrades för utbyggnaden av flera av de stora vattenkraftverken under 1950-talet och 1960-talet. Den första maskinen köptes in i samband med utbyggnaden av Hölleforsen för att gräva en 6 kilometer lång utloppskanal för att kunna ta till vara mer av forsens fallhöjd. Många mindre släpgrävmaskiner kom också att användas under den stora vattenkraftutbyggnaden.

## Tillverkare
- Marion Power Shovel Company
- Bucyrus International
- Landsverk
- Wikimedia Commons har media som rör Släpgrävmaskin.